# Пуэрто-риканская академия испанского языка
Пуэрто-риканская академия испанского языка (исп. Academia Puertorriqueña de la Lengua Española) — регулятор испанского языка, расположенный в Пуэрто-Рико; это одна из академий испанского языка. Входящие в неё учёные и эксперты дают рекомендации по словоупотреблению и работают над словарями. Основателями академии являются Самуэль Киньонес, Хосе Бальсейро и Маргот Арсе де Васкес.
Королевская академия испанского языка работает над внесением новых испанских слов в словари. Так, в 2017 году Пуэрто-риканская академия сыграла главную роль в добавлении слова reguetón в словари испанского языка.
Также Академия создала сайт пуэрто-риканского словаря Tesoro.